# Miroslav Raduljica
Miroslav Raduljica (in serbo Мирослав Радуљица?; Inđija, 5 gennaio 1988) è un cestista serbo, di ruolo centro.

## Carriera
Raduljica iniziato la sua carriera nelle squadre giovanili del FMP Železnik in Serbia. Ha fatto il suo debutto professionistico con l'FMP durante la stagione 2005-2006. Nella sua ultima stagione ha ottenuto una media di 21,1 punti e 8,6 rimbalzi a partita. L'8 luglio 2010 Raduljica ha firmato un contratto di cinque anni con il club turco Efes Pilsen, ma è stato ceduto in prestito all'Alba Berlino durante la stagione. Il 25 agosto 2011, Raduljica è stato ceduto in prestito al Partizan Belgrado per una stagione. Il 22 settembre 2012, Raduljica è stato ceduto in prestito alla squadra ucraina Azovmash per una stagione.
Il 26 luglio 2013 ha firmato con i Milwaukee Bucks della National Basketball Association. Nella sua stagione da rookie ha giocato una media di 9,7 minuti a partita. In 48 partite ha ottenuto una media di 3,8 punti e 2,3 rimbalzi. Il 26 agosto 2014 è stato mandato, insieme a Carlos Delfino e una seconda scelta al draft 2015, ai Los Angeles Clippers in cambio di Jared Dudley e una prima scelta al draft 2017. Il 29 agosto 2014, è stato liberato dai Clippers. Il 19 settembre 2014 ha firmato un contratto di un anno a 1,5 milioni di dollari con i Shandong Lions in Cina. In 14 partite, ha ottenuto una media di 18 punti e 9 rimbalzi a partita. L'8 gennaio 2015 ha firmato un contratto con i Minnesota Timberwolves. Il 28 gennaio 2015 è stato liberato dai Timberwolves dopo aver disputato cinque partite.
Il 18 luglio 2015 ha firmato un contratto biennale con il club greco Panathinaikos. Il 4 dicembre 2015 ha fatto un career high in Eurolega segnando 25 punti contro il Barcellona nella vittoria per 93-86. In 27 partite, ha ottenuto una media di 12,7 punti e 4,4 rimbalzi a partita. Il 15 luglio 2016 l'Olimpia Milano annuncia di averlo messo sotto contratto.
Ai Giochi della XXXI Olimpiade nel 2016 conquista la medaglia d'argento sconfitto in finale dagli USA.

## Palmarès

### Club
- Campionato serbo: 2

Partizan Belgrado: 2011-2012, 2022-2023
- Coppa di Serbia: 2

Partizan Belgrado: 2012
Stella Rossa: 2023
- Coppa di Grecia: 1

Panathinaikos: 2015-2016
- Supercoppa italiana: 1

Olimpia Milano: 2016
- Coppa Italia: 1

Olimpia Milano: 2017

### Individuale
- MVP del campionato serbo: 1

FMP Železnik: 2009-10